# Coupe du monde de ski de fond 2005-2006
Navigation
Édition précédente Édition suivante
La 25e édition de la Coupe du monde de ski de fond s'est déroulée du 22 octobre 2005 au 19 mars 2006.

## Classements

### Classements généraux
| Rang | Nom                 | Points |
| ---- | ------------------- | ------ |
| 1    | Tobias Angerer      | 829    |
| 2    | Jens Arne Svartedal | 577    |
| 3    | Tor Arne Hetland    | 570    |
| 4    | Björn Lind          | 531    |
| 5    | Vincent Vittoz      | 502    |
| 6    | Vassili Rotchev     | 443    |
| 7    | Thobias Fredriksson | 414    |
| 8    | Anders Södergren    | 392    |
| 9    | Frode Estil         | 373    |
| 10   | Mathias Fredriksson | 368    |

| Rang | Nom                          | Points |
| ---- | ---------------------------- | ------ |
| 1    | Marit Bjørgen                | 1036   |
| 2    | Beckie Scott                 | 1020   |
| 3    | Julija Tchepalova            | 780    |
| 4    | Evi Sachenbacher             | 716    |
| 5    | Kateřina Neumannová          | 655    |
| 6    | Virpi Kuitunen               | 636    |
| 7    | Claudia Künzel               | 571    |
| 8    | Hilde Gjermundshaug Pedersen | 557    |
| 9    | Petra Majdič                 | 538    |
| 10   | Sara Renner                  | 446    |

### Classements de distance
| Rang | Nom                 | Points |
| ---- | ------------------- | ------ |
| 1    | Tobias Angerer      | 793    |
| 2    | Vincent Vittoz      | 502    |
| 3    | Anders Södergren    | 392    |
| 4    | Frode Estil         | 373    |
| 5    | Jens Arne Svartedal | 372    |

| Rang | Nom                 | Points |
| ---- | ------------------- | ------ |
| 1    | Julija Tchepalova   | 750    |
| 2    | Kateřina Neumannová | 655    |
| 3    | Beckie Scott        | 644    |
| 4    | Marit Bjørgen       | 642    |
| 5    | Evi Sachenbacher    | 575    |

### Classements de sprint
| Rang | Nom                 | Points |
| ---- | ------------------- | ------ |
| 1    | Björn Lind          | 586    |
| 2    | Thobias Fredriksson | 443    |
| 3    | Tor Arne Hetland    | 423    |
| 4    | Peter Larsson       | 358    |
| 5    | Johan Kjølstad      | 320    |

| Rang | Nom            | Points |
| ---- | -------------- | ------ |
| 1    | Marit Bjørgen  | 394    |
| 2    | Ella Gjømle    | 388    |
| 3    | Beckie Scott   | 376    |
| 4    | Lina Andersson | 309    |
| 5    | Manuela Henkel | 289    |

## Calendrier et podiums

### Hommes

#### Épreuves individuelles
| Étape                                                   | Lieu          | Épreuve          | Date             | Vainqueur             | Deuxième            | Troisième             |
| ------------------------------------------------------- | ------------- | ---------------- | ---------------- | --------------------- | ------------------- | --------------------- |
| 1                                                       | Düsseldorf    | Sprint           | 22 octobre 2005  | Peter Larsson         | Tor Arne Hetland    | Thobias Fredriksson   |
| 2                                                       | Beitostølen   | 15 km Classique  | 19 novembre 2005 | Tor Arne Hetland      | Jens Arne Svartedal | Ivan Bátory           |
| 3                                                       | Kuusamo       | 15 km Classique  | 26 novembre 2005 | Tobias Angerer        | Jens Arne Svartedal | Jens Filbrich         |
| 4                                                       | Kuusamo       | 15 km Libre      | 27 novembre 2005 | Tore Ruud Hofstad     | Vincent Vittoz      | Tobias Angerer        |
| 5                                                       | Vernon        | 2 X 15 km        | 10 décembre 2005 | Tobias Angerer        | Axel Teichmann      | Andreas Schlütter     |
| 6                                                       | Vernon        | Sprint           | 11 décembre 2005 | Tor Arne Hetland      | Björn Lind          | Ola Vigen Hattestad   |
| 7                                                       | Canmore       | 15 km Libre      | 15 décembre 2005 | Pietro Piller Cottrer | Vincent Vittoz      | Tobias Angerer        |
| 8                                                       | Canmore       | 30 km Classique  | 17 décembre 2005 | Tobias Angerer        | Frode Estil         | Jens Filbrich         |
| 9                                                       | Nove Mesto    | Sprint           | 30 décembre 2005 | Björn Lind            | Peter Larsson       | Johan Kjølstad        |
| 10                                                      | Nove Mesto    | 15 km Libre      | 31 décembre 2005 | Vincent Vittoz        | Lukáš Bauer         | Christian Hoffmann    |
| 11                                                      | Otepää        | 15 km Classique  | 7 janvier 2006   | Vassili Rotchev       | Lukáš Bauer         | Sergueï Novikov       |
| 12                                                      | Otepää        | Sprint Classique | 8 janvier 2006   | Björn Lind            | Tor Arne Hetland    | Vassili Rotchev       |
| 13                                                      | Val di Fiemme | 30 km Libre      | 14 janvier 2006  | Tobias Angerer        | Ievgueni Dementiev  | Pietro Piller Cottrer |
| 14                                                      | Oberstdorf    | 2 X 15 km        | 21 janvier 2006  | Tobias Angerer        | Anders Södergren    | René Sommerfeldt      |
| 15                                                      | Oberstdorf    | Sprint Classique | 22 janvier 2006  | Odd-Bjørn Hjelmeset   | Johan Kjølstad      | Vassili Rotchev       |
| 16                                                      | Davos         | Sprint Libre     | 4 février 2006   | Björn Lind            | Cristian Zorzi      | John Kristian Dahl    |
| 17                                                      | Davos         | 15 km Libre      | 5 février 2006   | Jens Arne Svartedal   | Martin Tauber       | Vincent Vittoz        |
| Jeux olympiques d'hiver de 2006 (10 au 26 février 2006) |               |                  |                  |                       |                     |                       |
| 18                                                      | Mora          | 90 km Classique  | 5 mars 2006      | Daniel Tynell         | Jerry Ahrlin        | Anders Aukland        |
| 19                                                      | Borlänge      | Sprint Libre     | 7 mars 2006      | Thobias Fredriksson   | Peter Larsson       | Devon Kershaw         |
| 20                                                      | Falun         | 2 x 10 km        | 8 mars 2006      | Petter Northug        | Tobias Angerer      | Axel Teichmann        |
| 21                                                      | Drammen       | Sprint Classique | 9 mars 2006      | Jens Arne Svartedal   | Børre Næss          | Eldar Rønning         |
| 22                                                      | Oslo          | 50 km Libre      | 11 mars 2006     | Anders Södergren      | Giorgio Di Centa    | Tom Reichelt          |
| 23                                                      | Changchun     | Sprint Libre     | 15 mars 2006     | Thobias Fredriksson   | Christoph Eigenmann | Andrew Newell         |
| 24                                                      | Sapporo       | 2 x 15 km        | 19 mars 2006     | Mathias Fredriksson   | Petter Northug      | Anders Södergren      |

#### Épreuves par équipes
| Étape                                                   | Lieu          | Épreuve                | Date             | Vainqueur                                                                              | Deuxième                                                                                | Troisième                                                                                       |
| ------------------------------------------------------- | ------------- | ---------------------- | ---------------- | -------------------------------------------------------------------------------------- | --------------------------------------------------------------------------------------- | ----------------------------------------------------------------------------------------------- |
| 1                                                       | Düsseldorf    | Sprint par équipe      | 23 octobre 2005  | Norvège II - Trond Iversen - Johan Kjølstad                                            | Suède I - Thobias Fredriksson - Björn Lind                                              | Norvège I - Eldar Rønning - Tor Arne Hetland                                                    |
| 2                                                       | Beitostølen   | Relais 4 x 10 km Libre | 20 novembre 2005 | Allemagne - Andreas Schlütter - Axel Teichmann - Jens Filbrich - Tobias Angerer        | France - Alexandre Rousselet - Christophe Perrillat - Emmanuel Jonnier - Vincent Vittoz | Norvège I - Eldar Rønning - Tor Arne Hetland - Jens Arne Svartedal - Tore Ruud Hofstad          |
| 3                                                       | Canmore       | Sprint par équipe      | 18 décembre 2005 | Norvège I - Jens Arne Svartedal - Eldar Rønning                                        | Suède I - Björn Lind - Thobias Fredriksson                                              | Suède II - Mats Larsson - Mikael Östberg                                                        |
| 4                                                       | Val di Fiemme | Relais 4 x 10 km Libre | 15 janvier 2006  | Italie I - Giorgio Di Centa - Valerio Checchi - Pietro Piller Cottrer - Cristian Zorzi | Allemagne - René Sommerfeldt - Axel Teichmann - Jens Filbrich - Tobias Angerer          | Norvège I - Odd-Bjørn Hjelmeset - Jens Arne Svartedal - Tord Asle Gjerdalen - Tore Ruud Hofstad |
| Jeux olympiques d'hiver de 2006 (10 au 26 février 2006) |               |                        |                  |                                                                                        |                                                                                         |                                                                                                 |
| 5                                                       | Sapporo       | Sprint par équipe      | 18 mars 2006     | Italie II - Loris Frasnelli - Cristian Zorzi                                           | Norvège I - Johan Kjølstad - Eldar Rønning                                              | Allemagne I - Tobias Angerer - Axel Teichmann                                                   |

### Femmes

#### Épreuves individuelles
| Étape                                                   | Lieu          | Épreuve          | Date             | Vainqueur           | Deuxième               | Troisième                    |
| ------------------------------------------------------- | ------------- | ---------------- | ---------------- | ------------------- | ---------------------- | ---------------------------- |
| 1                                                       | Düsseldorf    | Sprint           | 22 octobre 2005  | Marit Bjørgen       | Aino-Kaisa Saarinen    | Natalia Matveeva             |
| 2                                                       | Beitostølen   | 10 km Classique  | 19 novembre 2005 | Marit Bjørgen       | Virpi Kuitunen         | Natalia Baranova             |
| 3                                                       | Kuusamo       | 10 km Classique  | 26 novembre 2005 | Marit Bjørgen       | Virpi Kuitunen         | Claudia Künzel               |
| 4                                                       | Kuusamo       | 10 km Libre      | 27 novembre 2005 | Kateřina Neumannová | Julija Tchepalova      | Kristina Šmigun              |
| 5                                                       | Vernon        | 2 X 7,5 km       | 10 décembre 2005 | Marit Bjørgen       | Beckie Scott           | Hilde Gjermundshaug Pedersen |
| 6                                                       | Vernon        | Sprint           | 11 décembre 2005 | Beckie Scott        | Claudia Künzel         | Sara Renner                  |
| 7                                                       | Canmore       | 10 km Libre      | 15 décembre 2005 | Julija Tchepalova   | Beckie Scott           | Evi Sachenbacher             |
| 8                                                       | Canmore       | 15 km Classique  | 17 décembre 2005 | Beckie Scott        | Julija Tchepalova      | Claudia Künzel               |
| 9                                                       | Nove Mesto    | Sprint Libre     | 30 décembre 2005 | Alena Sidko         | Anna Dahlberg          | Claudia Künzel               |
| 10                                                      | Nove Mesto    | 10 km Libre      | 31 décembre 2005 | Kateřina Neumannová | Julija Tchepalova      | Valentina Shevchenko         |
| 11                                                      | Otepää        | 10 km Classique  | 7 janvier 2006   | Hilde Pedersen      | Kristina Šmigun        | Justyna Kowalczyk            |
| 12                                                      | Otepää        | Sprint Classique | 8 janvier 2006   | Lina Andersson      | Manuela Henkel         | Ella Gjømle                  |
| 13                                                      | Val di Fiemme | 15 km Libre      | 14 janvier 2006  | Kateřina Neumannová | Julija Tchepalova      | Marit Bjørgen                |
| 14                                                      | Oberstdorf    | 2 X 7,5 km       | 21 janvier 2006  | Beckie Scott        | Claudia Künzel         | Kateřina Neumannová          |
| 15                                                      | Oberstdorf    | Sprint Classique | 22 janvier 2006  | Ella Gjømle         | Lina Andersson         | Guro Strøm Solli             |
| 16                                                      | Davos         | Sprint Libre     | 4 février 2006   | Anna Dahlberg       | Virpi Kuitunen         | Chandra Crawford             |
| 17                                                      | Davos         | 10 km Classique  | 5 février 2006   | Virpi Kuitunen      | Sara Renner            | Petra Majdič                 |
| Jeux olympiques d'hiver de 2006 (10 au 26 février 2006) |               |                  |                  |                     |                        |                              |
| 18                                                      | Borlänge      | Sprint Libre     | 7 mars 2006      | Arianna Follis      | Marit Bjørgen          | Sara Renner                  |
| 19                                                      | Falun         | 2 x 5 km         | 8 mars 2006      | Evi Sachenbacher    | Kateřina Neumannová    | Beckie Scott                 |
| 20                                                      | Drammen       | Sprint Classique | 9 mars 2006      | Petra Majdič        | Beckie Scott           | Hilde Pedersen               |
| 21                                                      | Oslo          | 30 km Libre      | 11 mars 2006     | Julija Tchepalova   | Kateřina Neumannová    | Evi Sachenbacher             |
| 22                                                      | Changchun     | Sprint Libre     | 15 mars 2006     | Marit Bjørgen       | Beckie Scott           | Ella Gjømle                  |
| 24                                                      | Sapporo       | 2 x 7,5 km       | 19 mars 2006     | Beckie Scott        | Kristin Størmer Steira | Evi Sachenbacher             |

#### Épreuves par équipes
| Étape                                                   | Lieu          | Épreuve               | Date             | Vainqueur                                                                                 | Deuxième                                                                         | Troisième                                                                                    |
| ------------------------------------------------------- | ------------- | --------------------- | ---------------- | ----------------------------------------------------------------------------------------- | -------------------------------------------------------------------------------- | -------------------------------------------------------------------------------------------- |
| 1                                                       | Düsseldorf    | Sprint par équipe     | 23 octobre 2005  | Norvège I - Hilde Gjermundshaug Pedersen - Marit Bjørgen                                  | Norvège II - Ella Gjømle - Guro Strøm Solli                                      | Russie I - Natalia Matveeva - Alena Sidko                                                    |
| 2                                                       | Beitostølen   | Relais 4 x 5 km Libre | 20 novembre 2005 | Norvège I - Ella Gjømle - Vibeke Skofterud - Hilde Gjermundshaug Pedersen - Marit Bjørgen | Allemagne - Manuela Henkel - Stefanie Böhler - Claudia Künzel - Evi Sachenbacher | Finlande - Aino-Kaisa Saarinen - Kirsi Välimaa - Riitta-Liisa Roponen - Virpi Kuitunen       |
| 3                                                       | Canmore       | Sprint par équipe     | 18 décembre 2005 | Allemagne - Manuela Henkel - Viola Bauer                                                  | Canada - Beckie Scott - Sara Renner                                              | Suède I - Lina Andersson - Anna Dahlberg                                                     |
| 4                                                       | Val di Fiemme | Relais 4 x 5 km Libre | 15 janvier 2006  | Finlande - Aino-Kaisa Saarinen - Virpi Kuitunen - Riitta-Liisa Roponen - Kaisa Varis      | Russie - Olga Rotcheva - Natalia Baranova - Evgenia Medvedeva - Julia Tchepalova | Norvège - Vibeke Skofterud - Marit Bjørgen - Kristin Mürer Stemland - Kristin Størmer Steira |
| Jeux olympiques d'hiver de 2006 (10 au 26 février 2006) |               |                       |                  |                                                                                           |                                                                                  |                                                                                              |
| 5                                                       | Sapporo       | Sprint par équipe     | 18 mars 2006     | Allemagne I - Evi Sachenbacher - Claudia Künzel                                           | Finlande II - Riitta-Liisa Roponen - Pirjo Manninen                              | Suède II - Britta Norgren - Anna Karin Strömstedt                                            |